# Frederik Willems
Frederik Willems (Eeklo, 8 de septiembre de 1979) es un ciclista belga que fue profesional desde 2002 hasta 2014.
Su mejor actuación como profesional fue en la Estrella de Bessèges de 2006 donde se impuso en la clasificación final y en una etapa con final en Marsella.
El 29 de septiembre de 2014 anunció su retirada del ciclismo tras trece temporadas como profesional y con 35 años de edad y pasaría a ser director deportivo del conjunto Lotto Soudal a partir de 2015.

## Palmarés
2002
- 1 etapa de la Vuelta a Cuba

2006
- Estrella de Bessèges, más 1 etapa
- 1 etapa de la Ster Elektrotoer
- 1 etapa de la Vuelta a Gran Bretaña

2009
- Tres días de La Panne

## Resultados en Grandes Vueltas y Campeonatos del Mundo
| Carrera         | Carrera         | 2002 | 2003 | 2004 | 2005 | 2006 | 2007 | 2008  | 2009 | 2010 | 2011 | 2012 | 2013  | 2014 |
| --------------- | --------------- | ---- | ---- | ---- | ---- | ---- | ---- | ----- | ---- | ---- | ---- | ---- | ----- | ---- |
|                 | Giro de Italia  | —    | —    | —    | —    | —    | —    | —     | —    | —    | —    | —    | 117.º | —    |
|                 | Tour de Francia | —    | —    | —    | —    | —    | 73.º | 110.º | 86.º | —    | Ab.  | —    | 163.º | —    |
|                 | Vuelta a España | —    | —    | —    | —    | —    | —    | —     | —    | 88.º | —    | —    | —     | —    |
| Mundial en Ruta | Mundial en Ruta | —    | —    | —    | —    | —    | Ab.  | —     | —    | Ab.  | —    | —    | —     | —    |

—: no participa

Ab.: abandono

## Equipos
- Mapei-Quick Step (2001)[2]
- Mapei-Quick Step-Latexco (2002)
- Mapei-Quick Step (2002)[3]
- Vlaanderen/Chocolade Jacques (2003-2006)
  - Vlaanderen-T Interim (2003-2004)
  - Chocolade Jacques-T Interim (2005)
  - Chocolade Jacques-Topsport Vlaanderen (2006)
- Liquigas (2007-2010)
  - Liquigas (2007-2009)
  - Liquigas-Doimo (2010)
- Omega Pharma/Lotto (2011-2014)
  - Omega Pharma-Lotto (2011)
  - Lotto-Belisol (2012-2014)